# Le Guépard de Shangri-La
Pour les articles homonymes, voir Guépard (homonymie) et Shangri-La (homonymie).
 (juillet 2014).
Pour plus de détails, voir Fiche technique et Distribution.
Le Guépard de Shangri-La ou  Le Cheval de Shangri-La dans la Nature au Québec (Wild Horse From Shangri-La) est un film chinois réalisé par Gigo Lee, sorti directement en vidéo en 2009.

## Synopsis
Geza, un jeune garçon d'une vingtaine d'années, est le coureur le plus rapide de son petit village. Les médecins découvre que sa petite sœur, malade, doit être opérée du cœur. Malheureusement, l'opération coûte cher et la famille de Geza est pauvre. L'adolescent n'a plus qu'un espoir : participer à une grande course organisée à travers le Tibet et dont le gagnant se verra remettre une très grosse somme d'argent. Devenu le héros de tout un pays, Geza va vivre une incroyable aventure, pleine de rencontres et de suspense.

## Fiche technique
- Titre anglophone : Wild Horse From Shangri-La
- Titre français : Le Guépard de Shangri-La
- Titre québécois : Le Cheval de Shangri-La dans la Nature
- Réalisateur : Gigo Lee
- Scénario : Gigo Lee
- Format : 16/9 Comp. 4/3
- Genre : aventure, comédie dramatique
- Durée : 90 minutes
- Sortie : 2009

## Distribution
- Zhao Pei
- Dennis Chan
- Gendun Hodsad
- Yuan Zhi-bo Dolma